# Kotányi (Unternehmen)

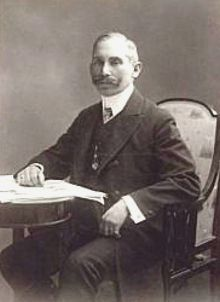
Der Begründer János Kotányi

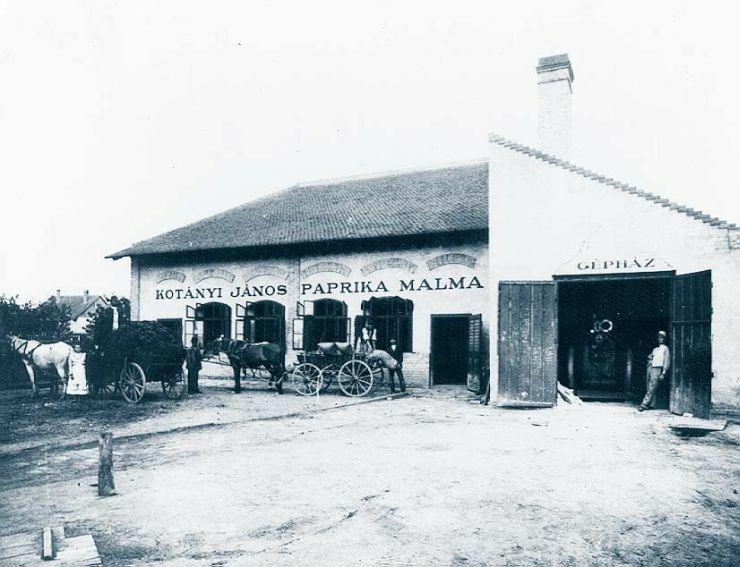
Die Paprikafabrik von Kotányi in Szegedin (um 1910)

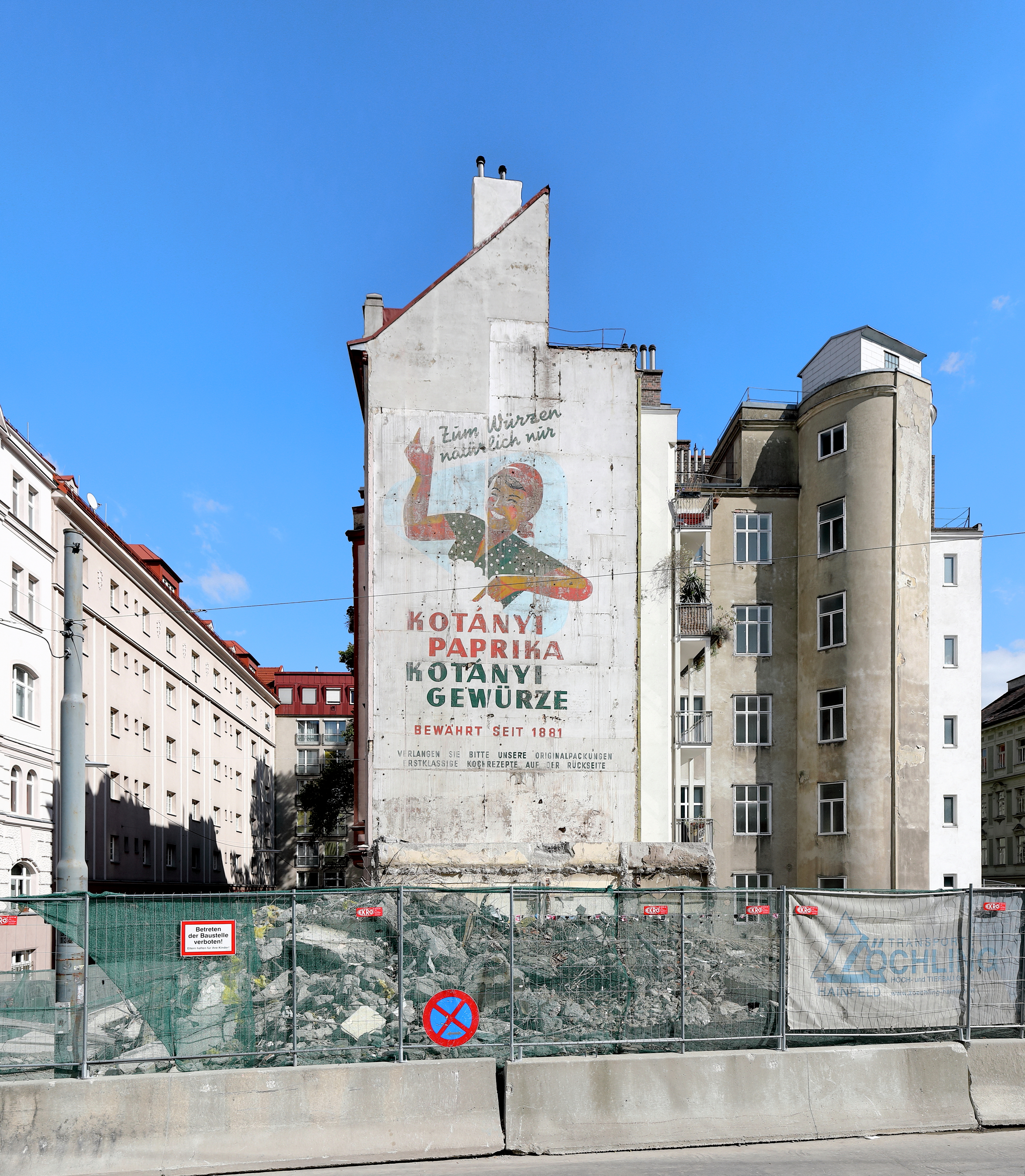
Werbesujet, Fassadenmalerei in der Nussdorfer Straße, Wien-Alsergrund (9.) aus Anfang der 1960er-Jahre; freigelegt Sept. 2016

Kotányi ist ein österreichischer Gewürzhändler mit Sitz in Wolkersdorf im Weinviertel in Niederösterreich. In Österreich, wo Kotányi eigenen Aussagen zufolge 80 % Marktanteil hält, werden nur 30 % des Umsatzes erwirtschaftet, während 70 % im Export in ost- und mitteleuropäische Länder erzielt werden. Allein in Russland beträgt der Anteil 20 % des Umsatzes mit einem Marktanteil von 13 bis 14 %.
Die Firmengruppe besteht aus sechs Tochterunternehmen in Osteuropa. Das Produktsortiment umfasst etwa 4500 verschiedene Artikel.

## Geschichte
Das Unternehmen wurde von dem aus Szeged in Ungarn nach Wien zugewanderten János Kotányi im Jahr 1881 gegründet. Verheiratet war Kotányi mit Sophie Sonnenfeld. Ursprünglich verarbeitete er in seiner Heimatstadt den ungarischen Paprika zu Paprikapulver. In Wien-Döbling gründete er ein Handelshaus und eine Spedition, wo er zusätzlich mit Weinessig, Cognac und Sliwowitz handelte. Im Jahr 1887 wurde die Firma János Kotányi in Wien im Handelsregister registriert, nachdem János Kotányi bereits ein Jahr zuvor das Unternehmen Kotányi & Oberländer mit einem Partner gegründet, aber bald darauf wieder liquidiert hatte. Speziell durch seine Paprikamischungen wurde er bekannt und 1912 zum K.u.k. Hoflieferanten.
In den 1920ern erweiterte er die Erzeugungspalette vom Paprika auch auf andere Gewürze und errichtete weitere Filialen in Budapest, Berlin, München, Boston und New York. Der Firmenwortlaut wurde um den Zusatz Erste österreichische Paprikamühle erweitert. 1925 übernahm der Sohn Hans Kotányi (* 1888), der jüngere Bruder von Marianne Kotányi, nach dem Besuch einer Handelsakademie das Unternehmen. Von den drei jüngeren Schwestern trat niemand in die Firma ein. 1928 starb János Kotányi im 74. Lebensjahr.
Das Unternehmen selbst war eines der ersten in Österreich, das 1938 arisiert wurde. Hans Kotányi verkaufte an Georg Kohl am 16. März 1938 und wurde bereits eine Stunde später verhaftet. Er wurde in einem der ersten Transporte, dem sogenannten Prominententransport, in das KZ Dachau deportiert, wo er sich am 28. April 1938 das Leben nahm. Die Familie emigrierte nach England. Das Unternehmen firmierte vorerst mit dem Zusatz Inhaber Georg Kohl, später direkt unter diesem Namen.
Nachdem der Ariseur Georg Kohl ab 1945 nicht mehr in Wien war, führte der ehemalige Prokurist Theodor Rabner das Unternehmen. Obwohl die Witwe von Hans Kotányi Charlotte sowie deren Sohn Friedrich Walter erst in den Jahren 1954 und 1955 aus England zurückkamen, wurde das Unternehmen bereits 1948 restituiert und firmierte ab diesem Zeitpunkt wieder als Erste österreichische Paprikamühle Johann Kotányi mit Charlotte, Friedrich Walter und seiner Schwester in der Kommanditgesellschaft.
Neben ständiger Produktionsverbesserung waren auch erhebliche Fortschritte in der Verpackung zu verzeichnen. So wurde 1978 eine vollautomatische Folienverpackungsmaschine in Betrieb genommen.
Nach dem Tod Friedrich Kotányis 1981 übernahm der Neffe Erwin Kotányi (* 1957) die Firmenleitung. Im selben Jahr erhielt das Unternehmen die Staatliche Auszeichnung und darf seither das Bundeswappen im Geschäftsverkehr verwenden.
1989 übernahm das Unternehmen die Firma Mickstötter (Linz, Wien) und übersiedelte mit ihrem Firmensitz von Wien nach Wolkersdorf in das Industriezentrum Nord. Außerdem wurde in Ungarn ein Tochterunternehmen gegründet. 1994 wurde die Gewürzmarke Seybold aus Tirol übernommen.
1997 wollte Hannes Androsch den 25-%-Anteil übernehmen, den die Salinen Austria im Jahr 1989 erworben hatte, dies wurde aber von der Eigentümerfamilie abgewehrt. Im Jahr 2009 kaufte die Familie den Salinen-Anteil wieder komplett zurück, sodass das Unternehmen vollständig in Familienbesitz ist.
In den 1990er und 2000er Jahren wurden in weiteren ost- und mitteleuropäischen Ländern Niederlassungen gegründet und andere Handelsmarken übernommen. Der Exportanteil liegt bei 60 %. In Österreich selbst hält das Unternehmen einen Marktanteil von 80 %. Nach eigenen Angaben ist Kotányi in 20 Ländern mindestens die Nummer Zwei in der Branche.
Mit Stand 2017 werden jährlich 10.000 t Gewürze umgesetzt. Mengenmäßig führt Pfeffer mit 2500 t, es folgt Paprika. Brathuhnsalz ist die bedeutendste Gewürzmischung.
Verpackungsformen sind:
- Briefe – Flachbeutel aus Verbundfolie (Polyethylen, Aluminium und Papier), rundum verschweißt. Diese  macht den größten Umsatzanteil aus.[8]
- Faltbeutel – Verbundfolie aus Polyethylen und Aluminium
- Gläser
- PET-Dosen mit Schraubverschluss
- Einwegmühlen aus Glas
- Dosen, tailliert mit Verschlussklappe – insbesondere zum Grillen

Die Marke Mickstötter wird – für eine Produktlinie – heute noch verwendet.

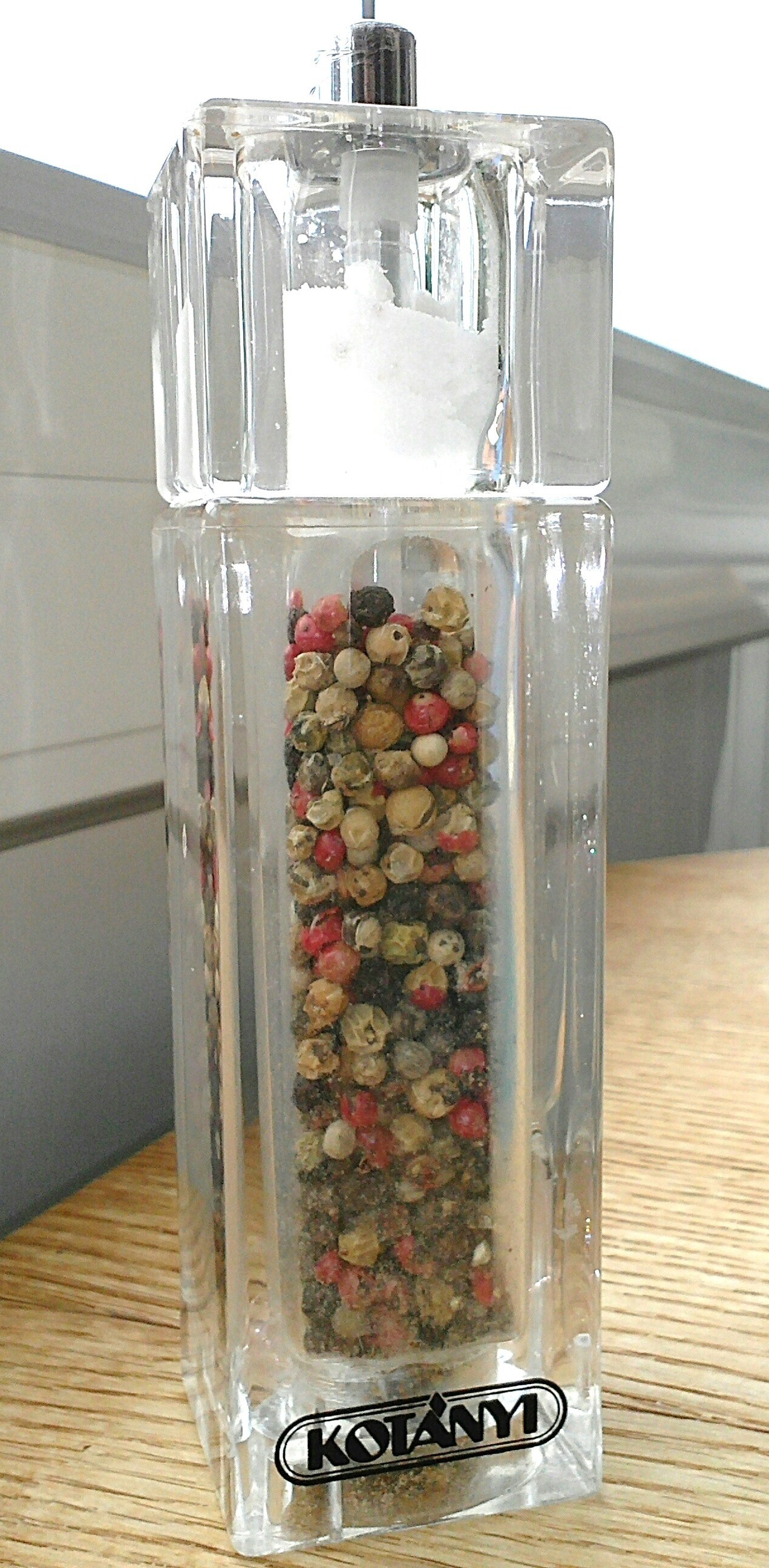
Kotányi Salz- und Pfefferstreuer in einem Restaurant
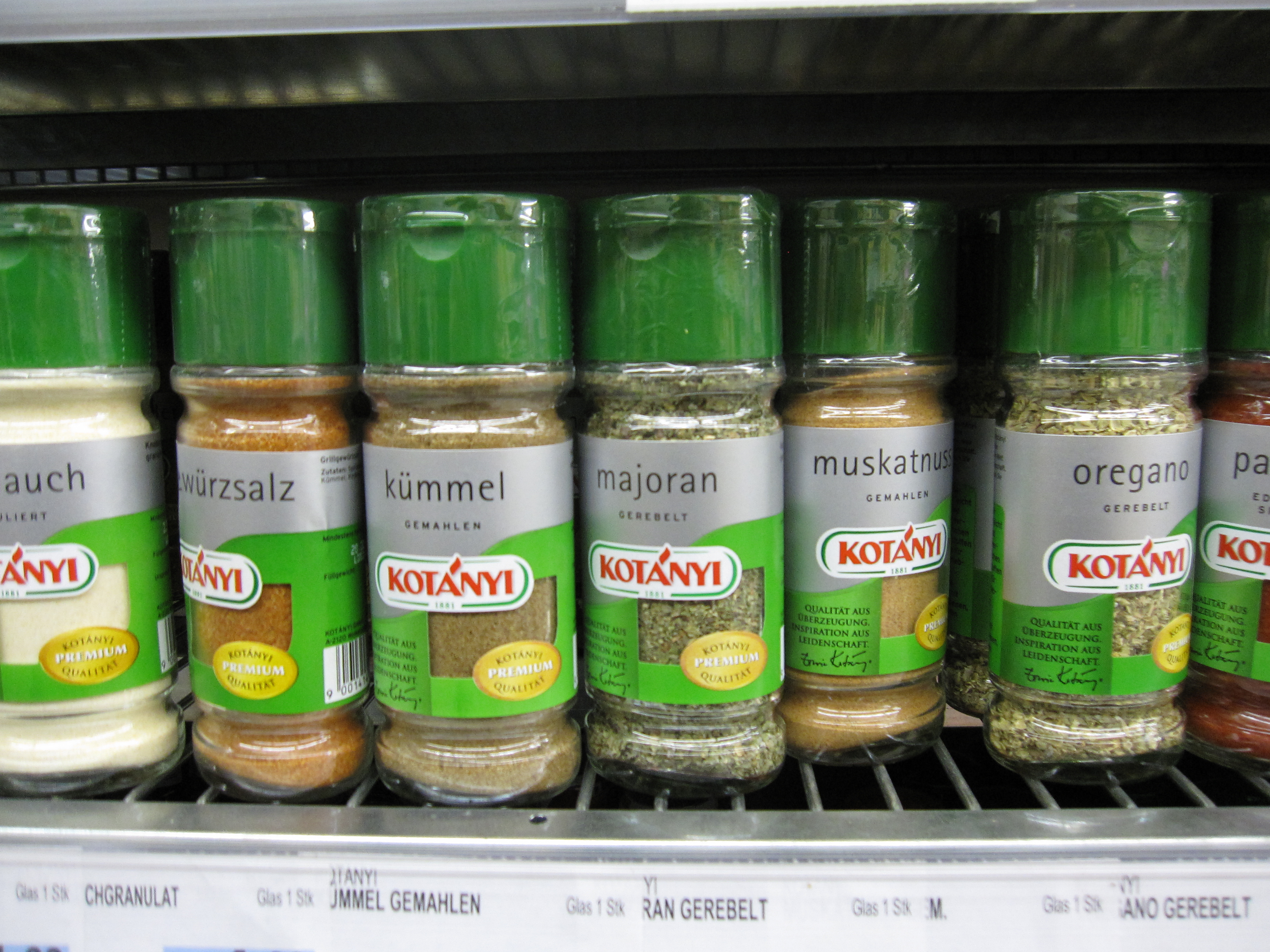
Gewürze von Kotányi in Gläsern

Für 2024 erhielt die Grill-Gemüse-Gewürzmischung von Kotanyi den Negativpreis "KONSUM-Ente" des Verein für Konsumenteninformation (VKI) verliehen.